# Reverse address resolution protocol
Reverse address resolution protocol(逆アドレス解決プロトコル、略称：RARP、リバースARP)は、機器の物理アドレス(MACアドレス)からIPアドレスを取得するためのプロトコルである。

## 概要
機器は自らのMACアドレスをブロードキャストし(RARPリクエスト)、それに対してRARPサーバが応答してIPアドレスを配布する。そのため、RARPサーバは必須である。RARPサーバにはMACアドレスとそれに対応するIPアドレスを登録してある。
データリンク層に属する。
IPを要求してきた機器に渡せるのはIPアドレスのみで、サブネットマスク、デフォルトゲートウェイ、DNSサーバーのアドレスなどは渡せない。また、データリンク層の技術なのでルータを越えて利用できない。さらに、RARPサーバーには事前に要求機器のMACアドレスを登録しておく必要があり、柔軟性に欠ける。このため、近年では同機能でより高機能なDHCPなどにより代替されることが多い。

## 関連RFC
- A Reverse Address Resolution Protocol (RFC 903)